# Sân bay quốc tế Calicut
Sân bay Quốc tế Calicut (IATA: CCJ, ICAO: VOCL), còn được biết đến với tên Sân bay Karipur, là sân bay quốc tế phục vụ thành phố Kozhikode và Malappuram. Sân bay mở cửa vào ngày 13 tháng 4 năm 1988 . Nó nằm ở Karipur, khoảng 28 km (17 dặm) từ Kozhikode và 27 km (17 dặm) từ Malappuram. Sân bay phục vụ như cơ sở nền cho Air India Express. Đây là sân bay có lưu lượng hành khách xếp thứ mười hai ở Ấn Độ. Cũng là sân bay bận rộn thứ ba ở Kerala sau Kochi và Thiruvananthapuram. Calicut được ghi nhận là sân bay quốc tế vào ngày 2 tháng 2 năm 2006.

## Lịch sử

### Những năm đầu
Sân bay được khánh thành vào tháng 4 năm 1988.
Sân bay Calicut đã nhận được sự đồng ý về mặt pháp lý sau một thời gian dài đấu tranh- bắt đầu vào năm 1977, dưới sự lãnh đạo của chiến sĩ K.P. Kesava Menon. Trong những năm 1990, Gulf Malayalis đóng vai trò quan trọng trong sự phát triển của sân bay - họ đã tao dựng quỹ cho mục đích này, khi Chính phủ Liên bang cho biết họ không có ngân sách. Điều này dẫn đến việc thành lập Hiệp hội Phát triển Sân bay Quốc tế Malabar Lưu trữ ngày 20 tháng 2 năm 2017 tại Wayback Machine nhằm gây quỹ cho sự phát triển của sân bay. Do đó, sự phát triển chính của các cơ sở, chẳng hạn như mở rộng đường băng từ 6.000 feet đến 9.000 feet để tạo thuận lợi cho hoạt động của các máy bay lớn, được thực hiện, với các khoản vay từ Tổng công ty Phát triển Nhà và Đô thị Lưu trữ ngày 20 tháng 2 năm 2017 tại Wayback Machine (HUDCO).
Sân bay Calicut được ghi nhận là sân bay quốc tế vào ngày 2 tháng 2 năm 2006, dẫn đến phát triển cơ sở hạ tầng để tiếp nhận hoạt động của các chuyến bay quốc tế từ nhà ga. Calicut có đặc điểm đặc biệt là xếp thứ 12 sân bay bận rộn nhất ở Ấn Độ, và xếp thứ 11 sân bay bận rộn nhất xét về phương diện xử lý hàng hóa và lưu lượng hành khách.

## Mối liên kết
Đường
Sân bay Quốc tế Calicut nằm giữa hai Quốc lộ. Gần nhất là Quốc lộ 966 (QL-966) nằm cách đó 2,3 km và Quốc lộ còn lại là Quốc lộ 66 (QL-66) cách sân bay khoảng 8 km. QL-966 nối với QL-66 tại Ramanattukara, cách sân bay 12 km. Mạng lưới đường kết hợp này kết nối giao thông hướng về phía bắc tới Kozhikode, Kannur và Wayanad và hướng về phía nam tới Malappuram, Palakkad, Thrissur và Coimbatore.
Xe buýt
Tổng công ty vận tải đường bộ quốc gia Kerala điều hành các dịch vụ FlyBus (xe buýt AC tầng thấp) đến thành phố của Kozhikode từ sân bay. Đây là một trong những lựa chọn rẻ nhất có sẵn để đi di chuyển đến thành phố.
Đường sắt
Hai ga xe lửa gần nhất là ga Feroke (khoảng 18 km từ sân bay) và ga Kozhikode (khoảng 28 km từ sân bay), đều được kết nối với tất cả các thành phố lớn ở Ấn Độ.  
Taxi
Dịch vụ taxi trả trước có sẵn tại sân bay.

## Hãng hàng không và điểm đến
| Hãng hàng không   | Các điểm đến |
| ----------------- | --- |
| Air Arabia        | Sharjah |
| Air India         | Dubai-International, Mumbai, Sharjah |
| Air India Express | Abu Dhabi, Al Ain, Bahrain, Dammam, Doha, Dubai-International, Kochi, Kuwait, Muscat, Ras Al Khaimah, Riyadh, Salalah, Sharjah, Thiruvananthapuram |
| Etihad Airways    | Abu Dhabi |
| Gulf Air          | Bahrain |
| IndiGo            | Abu Dhabi, Bangalore, Chennai, Delhi, Doha, Dubai-International, Mumbai, Muscat (hoạt động lại vào 16/02/2019), Sharjah                            |
| Jet Airways       | Doha (kết thúc vào 05/12/2018), Mumbai |
| Oman Air          | Muscat |
| Qatar Airways     | Doha |
| Saudia            | Jeddah (hoạt động lại vào 05/12/2018), Riyadh (hoạt động lại vào 07/12/2018)                                                                       |
| SpiceJet          | Bangalore, Chennai, Dubai-International, Hyderabad                                                                                                 |